# NGC 291
NGC 291 è una galassia a spirale barrata situata nella costellazione della Balena.

## Descrizione
La galassia ha una classe di luminosità I e presenta una larga riga a 21 cm dell'idrogeno neutro.
Sono inoltre presenti anche regioni di idrogeno ionizzato. 
Viene inoltre classificata come galassia di Seyfert di tipo 2.

## Scoperta
NGC 291 è stata scoperta il 27 settembre 1864 dall'astronomo tedesco Albert Marth.